# Borisz-kövek

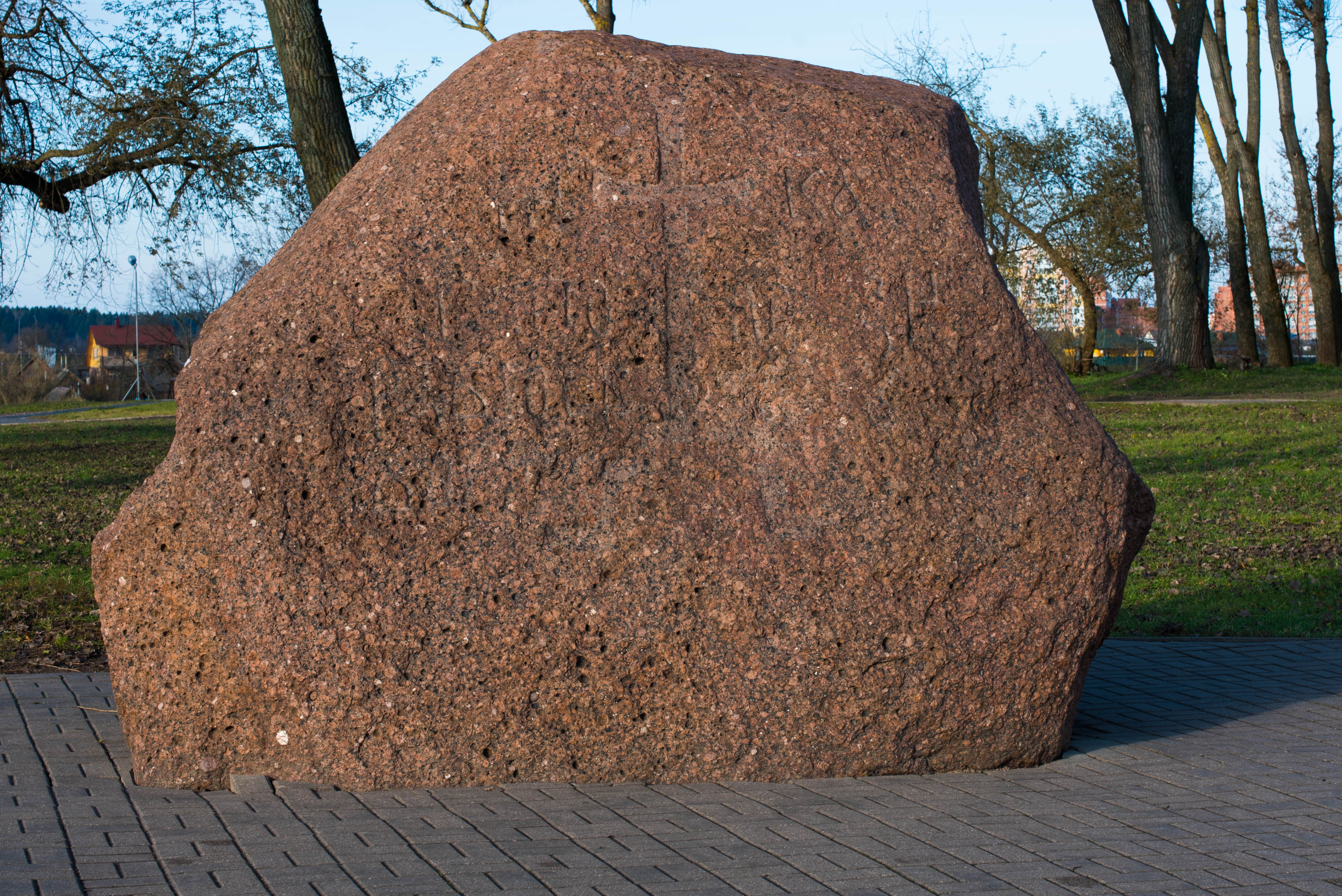
A polacki Szent Szófia-székesegyház mellett álló Borisz-kő

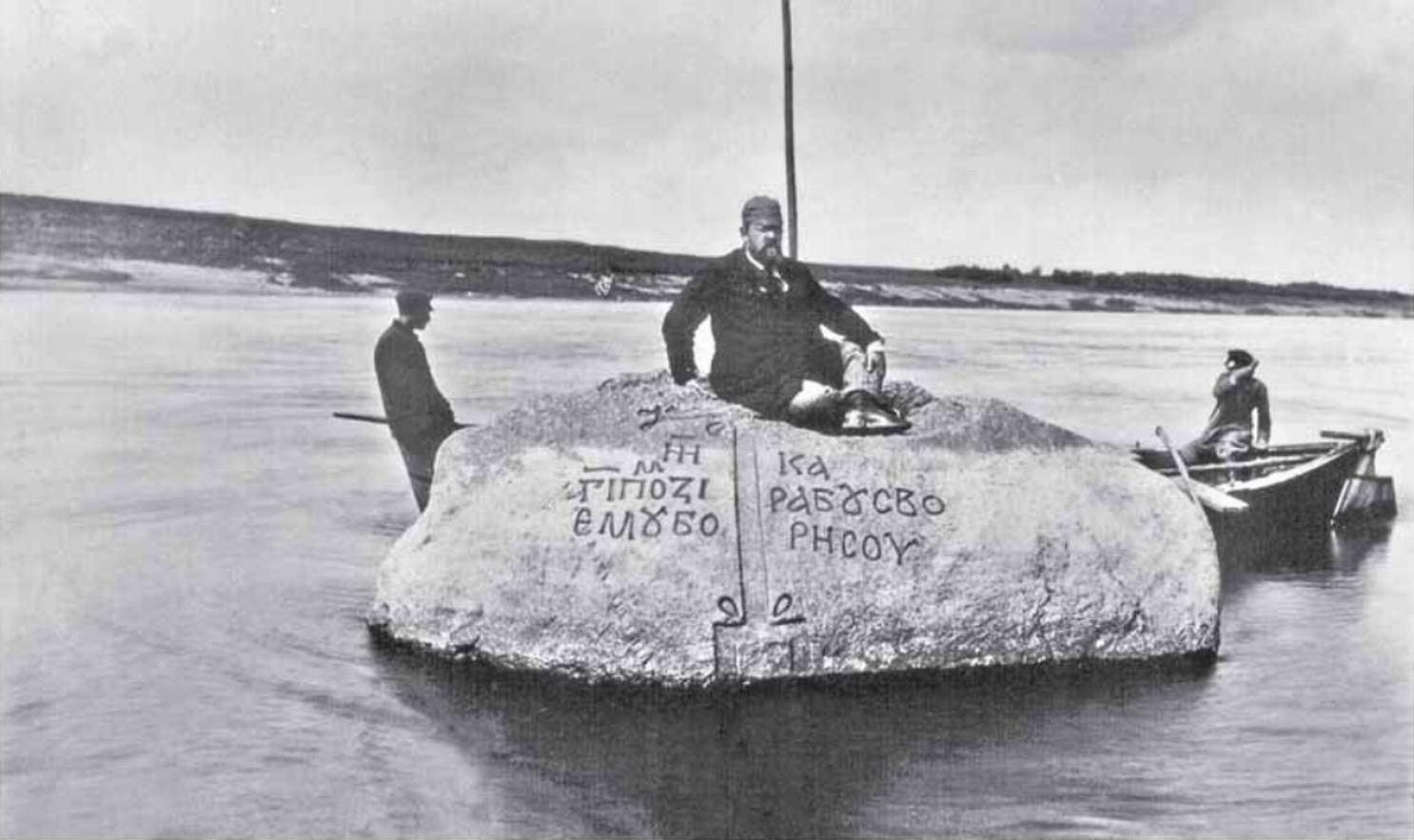
Borisz-kő Dzsiszna határában (1896)

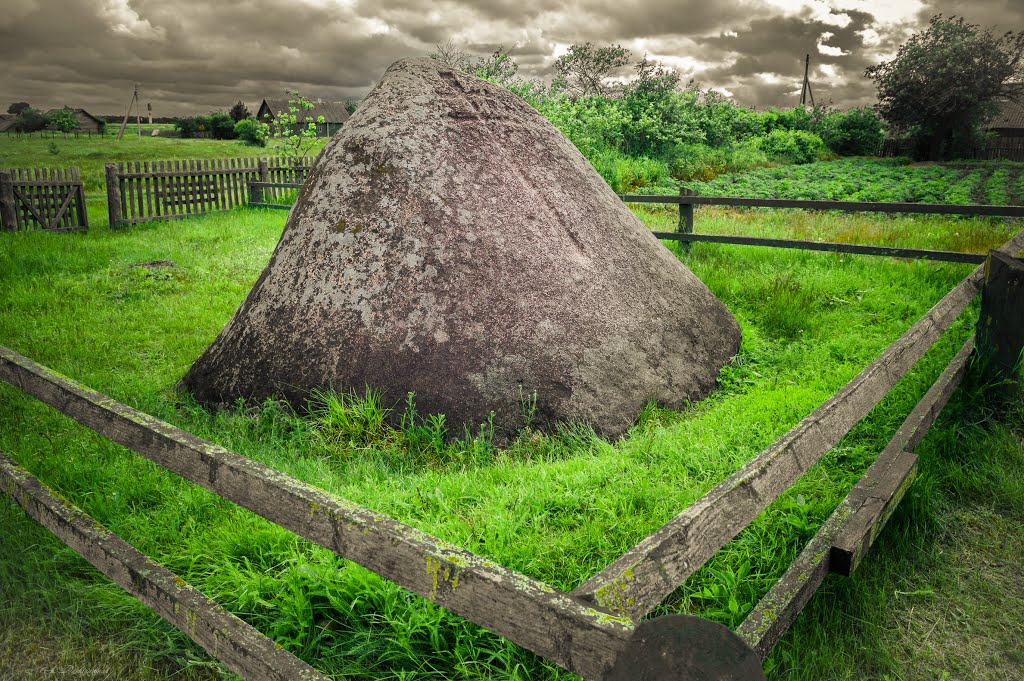
A Varacišyn-kő

A Borisz-kövek, más fordításban Boriszov-kövek (belarusz nyelven: Барысавы камяні, [baˈrɨsavɨ kamʲaˈni]; oroszul: Борисовы камни), esetleg dvinai kövek (orosz: Двинские камни) középkori tárgyi leletek Fehéroroszországban a Nyugati-Dvina partján, melyek Polack és Dziszna közt találhatóak. A vándorköveket valószínűleg a kereszténység előtt is tisztelet övezte, de a 12. századtól már szövegeket és kereszteket véstek rájuk. Eredetileg hét Borisz-követ tartottak számon, ezekből már több megsemmisült. A kövek közül a legnagyobb kerülete 17 méter.

## Történetük
A Borisz-kövek a leghíresebb fehérorosz sziklák. A hatalmas gránittömböket nagy valószínűséggel a jégkorszak idején a mozgó jégtakaró szállította mai helyükre. A köveket a kereszténység előtti pogány vallások szentként tisztelték, és nagy jelentőséget tulajdonítottak nekik. Ma is él a hiedelem, miszerint megérintőik kívánságát valóra váltják. Nevüket Borisz polacki fejedelemről kapták, aki a 12. században itt uralkodott, és akinek neve a legtöbb kőbe bele van vésve. A legtöbb elmélet szerint Borisz a keresztségben kapott neve volt II. Rogvolod polocki fejedelemnek, ő volt az, aki megalapította Bariszav városát, legyőzte a jatvingokat, de néhány év után vereséget szenvedett a zemgalok elleni küzdelemben. 1128-ban halt meg, és a Boriszoglebszkij Belcsici kolostorban temették el.
Az első fennmaradt említés a kövekről a lengyel Maciej Stryjkowski krónikájában található, mely a 16. századból származik: „Mindenki talál egy követ fenn, amely kimagaslik a Dvinából, egy mérföldnyire Dzisznától és hét mérföldnyire Polacktól, a Drisza és a Dziszna folyók között, amelyen Borisz fejedelem keresztje, alatta pedig egy felirat található: „Uram, segíts Borisz szolgádnak.”
A környéken több sziklán is nagy méretű vésett kereszteket találtak, valamint hasonló feliratokat: „Uram, segíts szolgádnak, Borisznak.” Az emberek Borisz-Hlebnyiknek, Piszanyiknak, Borisz-Glebnek hívták őket.
Elsőként Georg von Cancrin kezdte el komolyabban vizsgálni a köveket 1818-ban, és felhívta rájuk a tudományos figyelmet. Cancrin fedezte fel, hogy az Orsa közelében fekvő sziklán a következő felirat volt: „1171-ben, március 7-én elkészült ez a kereszt. Uram, kérlek, segíts Basil szolgádnak, akinek másik neve Rogvolod, Borisz fia.” Ezt követően számos más, Borisz nevét hordozó sziklát fedeztek fel.

## A kövek sorsa
A szovjet időkben nem nézték jó szemmel a vallási szimbólumokkal díszített ősi sziklákat. Az 1930-as években közülük kettőt a kommunista hatóságok felrobbantottak, maradványaikat a Minszk és Moszkva közötti út építéséhez használták fel. Egy másikat a folyóba dobtak, s az alján elfeledve feküdt, amíg 1988-ban ismét felfedezték. Amikor megpróbálták kiemelni, a kő három darabra tört. További három másik sziklát szállítottak még el, hogy kiállítsák őket. Az egyik ilyen követ, melyen a „Szulibor hrszty” felirat szerepel, kihúzták a folyóból, 1888-ban Moszkvába vitték és a Kolomenszkojei Múzeumban található. Egy másikat 1981-ben átszállítottak Polackba, és a Szent Szófia-székesegyház mellé helyezték. A hetventonnás kő kerülete 8 méter, a vésett kereszt hossza másfél méter. A harmadik a minszki Sziklamúzeum kiállításának része lett.

## Fordítás
- Ez a szócikk részben vagy egészben  a   Boris_stones című angol Wikipédia-szócikk ezen változatának fordításán alapul.  Az eredeti cikk szerkesztőit annak laptörténete sorolja fel. Ez a jelzés csupán a megfogalmazás eredetét és a szerzői jogokat jelzi, nem szolgál a cikkben szereplő információk forrásmegjelöléseként.